# Inception (album)
Pour les articles homonymes, voir Inception (homonymie).
Albums de McCoy Tyner Trio
Great Moments with Mccoy Tyner
(1962)
Inception est le premier album du pianiste de jazz McCoy Tyner.

## À propos de la musique
Blues for Gwen est dédié à la sœur de McCoy Tyner.
Le titre de la ballade Sunset a été suggéré par Aisha, la femme du pianiste.

## Titres
| No | Titre                    | Auteur       | Durée |
| -- | ------------------------ | ------------ | ----- |
| 1. | Inception                | McCoy Tyner  | 4:28  |
| 2. | There Is No Greater Love | Jones, Symes | 6:21  |
| 3. | Blues for Gwen           | Tyner        | 4:27  |
| 4. | Sunset                   | Tyner        | 4:41  |
| 5. | Effendi                  | Tyner        | 6:39  |
| 6. | Speak Low                | Nash, Weill  | 6:18  |

## Accueil critique
Le critique Alexander Gelfand (AllMusic) écrit que « cet album donne l'occasion à ses auditeurs d'avoir une idée du travail d'un très jeune Tyner en dehors du quartet classique de John Coltrane du début des années 60. Il dévoile une approche lyrique du piano de jazz loin du style du Tyner de la maturité. »
Pour Lawrence Peryer (All About Jazz), c'est « un premier album solide, mais qui n'est pas encore à la hauteur du grand musicien que Tyner deviendra. »

## Musiciens
- McCoy Tyner - piano
- Art Davis - contrebasse
- Elvin Jones - batterie